# 询问握手认证协议
询问握手认证协议（Challenge-Handshake Authentication Protocol，CHAP），又名為挑战握手验证协议，质询握手认证协议是一个用来验证用戶或網絡提供者的協議。負責提供驗證服務的機構，可以是互聯網服務供應商，又或是其他的驗證機構。通过三次握手周期性的校验对端的身份，可在初始链路建立时完成时，在链路建立之后重复进行。
RFC 1994详细定义了CHAP這個協議。
CHAP 用于使用3次握手周期性的验证对端身份。在链路建立初始化时这样做，也可以在链路建立后任何时间重复验证。
以下這個例子說明，如果 A 要向 B 進行驗證，所需進行的步驟：
1. 在連線建立之後，使用者 A 會發出一個“challenge”信息給使用者 B。
2. 當 B 在收到這個訊息後，會使用 hash function，像是 MD5 來計算出雜湊值。
3. 之後 B 會將這個雜湊值送回去給 A。
4. A 在收到之後，也會使用自身的 hash function 將原本的“challenge”信息運算，得到一組雜湊值。
5. 此時 A 就可以比較：自己算出來的這組與收到(從B來)的雜湊值是否相同，如果相同，則通過驗證。
6. 之後 B 也可以彷照上述方法，向 A 進行驗證。

CHAP通过增量改变标识和“challenge-value”的值避免重放攻击。验证的两端都需要知道“challenge”信息的明文，但不会在互联网上传播。

## 參看
- 密码认证协议
- MS-CHAP
- 擴展認證協議